# Wanted Man (album Johnnyja Casha)
Wanted Man je kompilacija Johnnyja Casha, objavljena 1994. u izdanju Mercury Recordsa. Album čine mnoge popularne Cashove pjesme kao što su "Wanted Man" i "The Night When Hank Williams Came to Town", a na njemu se nalazi i obrada pjesme "Ballad of a Teenage Queen". Kad je Cash potpisao za Mercury, njegova je popularnost bila u silaznoj putanji, ali je album ipak postigao osrednji uspjeh.

## Konfuzija s izlaskom
Na Allmusicu pogrešno stoji kako je album objavljen 1957., trideset godina prije nego što je Cash uopće objavio prvi album za Mercury. Zbog toga i neki download servisi (uključujući MTV-jev Urge) također navode pogrešan datum izlaska.

## Popis pjesama
1. "The Night Hank Williams Came to Town" (Bobby Braddock, Charlie Williams) - 3:22
2. "Let Him Roll" (Guy Clark) - 4:27
3. "My Ship Will Sail" (Allen Reynolds) - 2:45
4. "That Old Wheel" (Jennifer Pierce) - 2:50
5. "Ballad of a Teenage Queen" (Jack Clement) - 2:46
6. "Beans for Breakfast" (Cash) - 3:17
7. "Wanted Man" (Bob Dylan)- 2:51
8. "The Greatest Cowboy of Them All" (Cash) - 3:30
9. "Goin' by the Book" (Chester Lester) - 3:18
10. "I'll Go Somewhere and Sing My Songs Again" (Tom T. Hall) - 3:10